# Setella marmorella
Setella marmorella är en fjärilsart som beskrevs av Franz Paula von Schrank 1796. Setella marmorella ingår i släktet Setella och familjen knoppmalar. Inga underarter finns listade i Catalogue of Life.